# Chiroxiphia
Genre
Chiroxiphia est un genre d'oiseaux de la famille des Pipridae.

## Liste des espèces
Selon la classification de référence du Congrès ornithologique international (version 14.1, 2024) :
- Chiroxiphia boliviana Allen, JA, 1889 - Manakin des yungas
- Chiroxiphia pareola (Linnaeus, 1766) - Manakin tijé
  - Chiroxiphia pareola atlantica Dalmas, 1900
  - Chiroxiphia pareola pareola (Linnaeus, 1766)
  - Chiroxiphia pareola regina Sclater, PL, 1856
  - Chiroxiphia pareola napensis Miller, W, 1908
- Chiroxiphia linearis (Bonaparte, 1838) - Manakin fastueux
- Chiroxiphia lanceolata (Wagler, 1830) - Manakin lancéolé
- Chiroxiphia caudata (Shaw, 1793) - Manakin à longue queue
- Chiroxiphia bokermanni (Coelho & Silva, 1998) - Manakin d'Araripe
- Chiroxiphia galeata (Lichtenstein, 1823) - Manakin casqué